# La oglindă
La oglindă este o poezie scrisă de George Coșbuc.
Poezia La oglindă a fost inclusă în anul 1890 în poeziile erosului rural și a naturii. Poezia aparține genului liric, fiind prezent eul liric. Poemul este alcătuit din 17 catrene. Fiecare vers este alcătuit din 8 silabe, piciorul ritmic este troheu. În poezie este utilizată rima împerecheată. Predomină în poem imagini vizuale: fata își privește chipul în oglindă. În poem dominantă estas tema erosului rural.